# De Amsterdamsche Keurkamer
De Amsterdamsche Keurkamer was een Nederlandse uitgeverij. Zij werd opgericht op 21 juli 1932 door drie vennoten: George Kettmann (1898-1970), Margot Warnsinck (1909-1952) en Frans Smit (1913-?). De Amsterdamsche Keurkamer was de eerste nationaalsocialistische uitgeverij in Nederland. Haar belangrijkste uitgave was de Nederlandse vertaling van Hitlers Mein Kampf. De uitgeverij heeft haar gehele bestaan in dienst gesteld van het nationaalsocialisme. Met de verspreiding van politieke en culturele uitgaven bouwde zij mee aan het geestelijk fundament voor het Nederlandse fascisme en nationaalsocialisme. Op 17 juli 1952 beëindigde de uitgeverij haar bestaan.

## Begin en opbouw 1932-1938
Op de vraag waarom De Amsterdamsche Keurkamer werd opgericht, gaf haar directeur George Kettmann antwoord in een brief van 25 januari 1937 aan een van zijn auteurs: Onze uitgeverij is vijf jaar geleden opgericht met het doel het nationaalsocialisme als cultuurstroming mede op te vangen en te verbreiden, zoowel in uitgaven met uitgesproken fascistische strekking als werk van letterkundige waarde. Naast deze idealistische doelstelling, waren er ook meer praktische redenen. Het echtpaar Kettmann-Warnsinck verkeerde in behoeftige omstandigheden en het hoopte door een uitgeverij te beginnen, het financieel slechte tij te keren. Ook zocht Kettmann een plek waar hij zijn eigen letterkundig werk zou kunnen onderbrengen.
George Kettmann en Margot Warnsinck waren al vroeg bekeerd tot het fascistische, en later, het nationaalsocialistische gedachtegoed. Beiden waren lid van de Fascistenbond 'De Bezem' van Jan Baars. Beiden zegden dit lidmaatschap op 30 juni 1932 op en meldden zich op 2 augustus 1932 samen aan bij de NSB. Later dat jaar, op 12 oktober 1932, traden George Kettmann en Margot Warnsinck in het huwelijk. Kettmann had al enige boekpublicaties op zijn naam staan en Warnsinck zou zich ontwikkelen tot meisjesboekenschrijfster. Frans Albert Reinart Smit werd geboren op 11 februari 1913 te Amsterdam. Hij was accountantsbediende en hield zich voornamelijk bezig met de zakelijke aspecten. Zijn brieven ondertekende hij met 'fascistengroet', zodat mag worden geconcludeerd dat hij sympathie koesterde voor deze ideologie. Op 1 maart 1937 trad hij als vennoot uit De Amsterdamsche Keurkamer.

### Symboliek
De naam die werd gekozen doet vermoeden dat de initiatiefnemers hebben gedacht aan een bekende vaderlandse rederijkerskamer, die precies driehonderd jaar daarvoor, in 1632, werd opgericht: De Amsterdamsche Kamer. Het uitgeversvignet, vermoedelijk ontworpen door Kettmann, moest de bekendheid vergroten en voor herkenning zorgen. De letters DAK vormden het uitgangspunt. De kleurensymboliek was identiek aan die van de Nationaal-Socialistische Beweging in Nederland: rood symboliseerde het bloed en zwart stelde de aarde, de bodem, voor. Bij het tienjarig bestaan van de uitgeverij werd het vignet voorzien van een randschrift: Dienende Arbeid Kroont. Kettmann lichtte dit later toe: Dienende arbeid op zichzelf zou kunnen duiden op ònvrijheid, op de onderwerping aan een almachtige staat; het derde woord waarborgt echter een zo koninklijk zelfrespect, dat dit vrijwillig dienen de arbeid als zelfverwezenlijking vooropstelt.

### Mussolini en Hitler
De uitgeverij kwam moeizaam van de grond. Pas een jaar na de oprichting verscheen haar eerste uitgave: Benito Mussolini: van de straat tot de macht in de vertaling van Ellen Forest (pseudoniem van Lucy Mary Pierson-Franssen). Tegen het eind van 1933 volgde de officiële erkenning door de Vereeniging ter Bevordering van de Belangen des Boekhandels. Daarmee verwierf de uitgeverij het recht om rechtstreeks aan erkende boekhandels te leveren. Al in 1934 stelde Kettmann pogingen in het werk om Hitlers Mein Kampf in een Nederlandse vertaling op de markt te brengen. Een van zijn auteurs, de in Berlijn als persagent werkzame Johannes Göbel, bood hem de vertaalrechten van het boek aan. Maar omdat Kettmann de uitgave financieel niet aankon, moest hij het aanbod laten lopen. Vier jaar later zou hij opnieuw, en nu met succes, gebruikmaken van Göbels diensten. Toen verscheen dan eindelijk Mijn kamp. Met De jonge leeuw, waarin Kettmann zijn eigen poëzie had gebundeld, kreeg de jonge uitgeverij voor het eerst enige publiciteit en succes. Zowel de politieke mede- als tegenstanders bespraken de bundel en al met al zorgde dit voor een krachtige stimulans voor de verkoop. Binnen twee jaar was de eerste druk van 1000 exemplaren uitverkocht en al in 1937 volgde een tweede druk. In 1943 volgde zelfs nog een derde, inhoudelijk sterk gereduceerde, druk. Met het uitgeven van De jonge leeuw had de uitgeverij het begin van de Nederlandse nationaalsocialistische poëzie gemarkeerd. In de jaren die volgden lukte het de uitgeverij maar ternauwernood het hoofd boven water te houden.

## Bloeitijd en einde 1939-1945
Aan de vooravond van de Duitse bezetting had De Amsterdamsche Keurkamer dringend behoefte aan een krachtige impuls. Zakelijk ging het de uitgeverij niet voor de wind en er was behoefte aan een 'klapper'. Kettmann wendde zich begin 1938 opnieuw tot Göbel, ditmaal met succes. Als vertaler trok hij de nationaalsocialistische dichter Steven Barends aan, die vijf maanden nodig had om de vertaalklus van 850 pagina's te klaren. Als Nederlandse titel werd eerst nog Mijn strijd overwogen. Toch koos Kettmann voor 'kamp', omdat deze klank al bij voorbaat elke twijfel uitsloot, of men wel met hét boek van de Duitse Führer te maken had, aldus Kettmann. Op 6 december 1939 lag het werk van de 'Leider aller Germanen' in de boekhandels. Mijn kamp sloeg in als een bom. Op de dag van verschijnen was de eerste druk met een oplage van 3000 exemplaren uitverkocht. Er zouden in totaal zes drukken van het boek verschijnen, met een gezamenlijke oplage van 110.000 exemplaren. Bovendien verscheen voor de Belgische markt een 'Sonderausgabe' van 10.000 stuks en een Volksuitgave van 30.000 exemplaren. Dat brengt de totale oplage van Mijn kamp op 150.000 exemplaren. Zo werd Mijn kamp de kurk waarop De Amsterdamsche Keurkamer dreef. Het commerciële succes ervan vormde een gedegen garantie voor het voortbestaan.
De eerste oorlogsjaren had de uitgeverij, in tegenstelling tot haar ervaringen in de jaren dertig, geen moeite met de verspreiding van het nationaalsocialistische gedachtegoed. Na mei 1940 ondervond zij de comfortabele ruggensteun van een nieuwe, gelijkgezinde overheid die voor de uitgeverij lastige maatregelen uit de weg ruimde. In deze jaren verschenen enkele werken die medebepalend zouden worden voor de beruchte naam die De Amsterdamsche Keurkamer zou krijgen. Menig antisemitisch werk zag het licht, met als dieptepunt het in 1940 verschenen Bloed en mythe als levenswet van Pieter Emiel Keuchenius, biologieleraar en fervent antisemiet. Er verschenen drie drukken van, met een totale oplage van meer dan 10.000 exemplaren. Op literair gebied publiceerde de uitgeverij veel proza, ook nam zij het eertijds beroemde literaire tijdschrift De Nieuwe Gids over, daarnaast profileerde zij zich met letterkundige polemiek en zij waagde zich tot slot zelfs op wetenschappelijk gebied. Er verschenen werken van onder meer Hans Fallada, mr. Robert van Genechten, Will Vesper, Margot Warnsinck, Martien Beversluis, Felix Riemkasten en Werner Daitz.
In april 1941 verhuisde de uitgeverij naar een prestigieus pand aan de Amsterdamse Prinsengracht 993. Het echtpaar Kettmann-Warnsinck nam er eveneens zijn intrek. Kettmann staakte zijn werkzaamheden voor het NSB-weekblad Volk en Vaderland en er werd nieuw personeel aangenomen: het ging de uitgeverij voor de wind. Dat had ook zo zijn voordelen voor het uitgeversechtpaar dat op grote voet leefde, met (de oorlogsomstandigheden in ogenschouw nemende) veel luxe en dito personeel. Ter gelegenheid van het tienjarig bestaan van de uitgeverij verscheen in het voorjaar van 1942 de groots opgezette en rijkelijk met foto's geïllustreerde jubileumuitgave van ruim 600 pagina's: het Keurjaarboek 1932-1942. Kettmann vond dr. Tobie Goedewaagen bereid het boek in te leiden. Deze Goedewaagen was secretaris-generaal van het nationaalsocialistische Departement van Volksvoorlichting en Kunsten, president van de Nederlandsche Kultuurkamer en met zijn literair-filosofische achtergrond de culturele leider bij uitstek binnen het Nederlandse nationaalsocialisme. Kettmann kreeg vanuit Duitsland permissie om een officiële foto van Adolf Hitler op te nemen, hetgeen de wrevel van NSB-leider Mussert opriep, die niet gevraagd was een bijdrage te leveren. Hieruit blijkt dat het proces van radicalisering waarin Kettmann zich bevond, een volgende fase was ingegaan: hij begon zich van de NSB af te wenden en zich ideologisch meer te richten op de ontwikkelingen in Duitsland. Als logische stap in dat proces had hij zich op 7 maart 1942 al aangemeld bij de Nederlandse SS.
Beoordeeld naar productie en uitgaven die op stapel stonden, kende De Amsterdamsche Keurkamer in de jaren 1943 en 1944 een bloeitijd als nooit tevoren. De totale boekenproductie in Nederland was gezakt van 4885 titels in 1940 naar 1847 in 1944. Toch bleef de productie van De Amsterdamsche Keurkamer op peil. Begin 1944 raakte de uitgeverij ook betrokken bij de uitgave van De Gil, periodiek orgaan voor nuchter Nederland, een satirisch krantje dat nogal wat stof deed opwaaien.
Na Dolle Dinsdag (5 september 1944) vroeg de papiergroothandel Van Gelder in Amsterdam het faillissement van de uitgeverij aan. Met steun van de SS, die zich garant stelde voor de schuldenlast, wist Kettmann het faillissement op 21 december 1944 ongedaan te maken. Als tegenprestatie werd de gehele resterende voorraad van de uitgeverij (185 pakketten met velerlei boeken) naar het SS-Hauptamt in Berlijn getransporteerd. De SS verkocht de voorraad door aan het Deutsche Arbeitsfront, die de boeken gratis zou verdelen over de Nederlandse arbeidskampen in Duitsland.
Van uitgeven kwam in die omstandigheden natuurlijk niets meer: De Amsterdamsche Keurkamer bestond alleen nog in naam. Nadat de laatste werknemer van de uitgeverij het pand in april 1945 had verlaten, viel het ten prooi aan plunderaars. Daardoor is een groot deel van het uitgeversarchief, samen met vrijwel alle persoonlijke bezittingen van het echtpaar Kettmann, verdwenen. De Amsterdamse Kamer van Koophandel beëindigt de inschrijving van de onderneming op 1 januari 1946.

## Epiloog 1946-1952
Margot Warnsinck trachtte in de jaren na de oorlog schoon schip te maken. Daarbij bleef het faillissement van De Amsterdamsche Keurkamer haar achtervolgen. Een deel van de oude schulden was blijven staan en als medevennoot was zij daarvoor persoonlijk aansprakelijk. Zij ondernam stappen om hieraan een einde te maken. Zij liet daarom op 10 februari 1951 De Amsterdamsche Keurkamer opnieuw in staat van faillissement verklaren. Op 17 juli 1952 werd dit faillissement beëindigd. Zelf maakte Margot Warnsinck dit niet meer mee; zij overleed op 27 januari 1952. Na een bestaan van (op vier dagen na) twintig jaar, viel zo het doek over de bekendste en invloedrijkste Nederlandse nationaalsocialistische uitgeverij.

## Tot slot
De Amsterdamsche Keurkamer was de eerste nationaalsocialistische uitgeverij in Nederland. Haar streven om deze ideologie te verbreiden heeft zij tot het eind toe volgehouden. Dit is voornamelijk toe te schrijven aan de inzet van haar directeur George Kettmann. Hij drukte met zijn persoonlijkheid een grote stempel op de onderneming.
Van de politieke auteurs was er naast Hitler, wiens Mein Kampf zeer gezichtsbepalend was voor de uitgeverij, geen enkele schrijver die kon bogen op een grote reputatie. De succesvolste buitenlandse auteurs op politiek terrein waren de Duitsers Anton Zischka en Friedrich Griese, die al een zekere faam in Nederland hadden, en Werner Daitz, wiens economische geschriften tweemaal werden herdrukt en een aanzienlijke oplage behaalden. Gelet op het aantal politieke uitgaven heeft de uitgeverij een wezenlijk aandeel gehad in de verspreiding van fascistische en nationaalsocialistische ideeën.
Op literair gebied lag de zaak anders. De Amsterdamsche Keurkamer is er niet in geslaagd haar letterkundige uitgaven geaccepteerd te krijgen buiten de eigen kring van medestanders. Dit ondanks het feit dat het Kettmann lukte een groep dichters binnen te halen waarvan enkelen reeds een zekere naam en faam opgebouwd hadden, zoals Martien Beversluis, Wies Moens, Johan Theunisz en Henri Bruning. Kettmann zelf genoot ruime bekendheid als 'de dichter van het nationaalsocialisme'. Voor Duitse auteurs kon Kettmann terugvallen op bekendere namen als Hans Fallada, Will Vesper en Hanns Johst. Al met al is de betekenis van De Amsterdamsche Keurkamer voor het Nederlandse literaire leven tijdens het interbellum van ondergeschikt belang geweest.
Hoewel het lezerspubliek van de uitgeverij zich in hoofdzaak beperkte tot fascistische en nationaalsocialistische kringen, heeft De Amsterdamsche Keurkamer zich een blijvende plaats verworven in de Nederlandse geschiedenis. Zij verspreidde relatief veel oorspronkelijk Nederlandstalig werk, zij was de oudste Nederlandse nationaalsocialistische uitgeverij en zij was, last but not least, de uitgeefster van de bijbel van het nationaalsocialisme: Mein Kampf.